# Mercédesz Stieber
Mercédesz Stieber oder Mercedes Stieber (* 4. September 1974 in Budapest) ist eine ehemalige ungarische Wasserballspielerin. Sie war Olympiavierte 2008, Weltmeisterin 1994 und 2005 sowie Weltmeisterschaftszweite 2001 und gewann bei Europameisterschaften zwei Gold-, sowie je drei Silber- und Bronzemedaillen.

## Karriere
Von 1989 bis 2008 war Mercédesz Stieber Mitglied der ungarischen Nationalmannschaft. Sie wirkte in 380 Länderspielen mit und ist damit Rekordnationalspielerin vor Orsolya Takács und Rita Keszthelyi.
Ihre erste internationale Medaille gewann sie im Alter von 14 Jahren bei der Europameisterschaft 1989 in Bonn. Nachdem die Ungarinnen ihre Vorrundengruppe gewonnen hatten, besiegten sie im Halbfinale die Italienerinnen mit 8:6. Im Finale unterlagen sie den Niederländerinnen mit 11:14. Anfang 1991 wurden in Perth die Weltmeisterschaften 1991 ausgetragen. Die Ungarinnen belegten den vierten Platz, nachdem sie im Halbfinale gegen die Kanadierinnen und im Spiel um den dritten Platz gegen die Mannschaft aus den Vereinigten Staaten verloren hatten. Im August 1991 gewannen die Ungarinnen bei der Europameisterschaft in Athen im Halbfinale gegen Frankreich. Im Finale trafen sie wieder auf die Niederländerinnen und siegten diesmal mit 11:8. Nachdem die Niederländerinnen die ersten drei Europameistertitel gewonnen hatten, war der Sieg 1991 der erste Titel für die Ungarinnen. 1993 unterlagen die Ungarinnen bei der Europameisterschaft in Sheffield im Halbfinale den Niederländerinnen, im Spiel um den dritten Platz besiegten sie die Italienerinnen mit 9:8. 1994 fanden die Weltmeisterschaften in Rom statt. Nach einem 7:5 im Halbfinale gegen die Italienerinnen gewannen die Ungarinnen auch das Finale gegen die Niederländerinnen mit 7:5. Nach den Australierinnen und den Niederländerinnen waren die Ungarinnen damit der dritte Weltmeister bei der dritten Weltmeisterschaft für Frauen. 1995 fand die Europameisterschaft in Wien statt. Nach einem 6:5 im Halbfinale über die Niederländerinnen unterlagen die Ungarinnen im Finale den Italienerinnen mit 5:7.
Zwei Jahre später bei der Europameisterschaft 1997 in Sevilla erreichten die Ungarinnen lediglich den fünften Platz. 1998 bei den Weltmeisterschaften in Perth belegten die Ungarinnen den siebten Platz, wobei Stieber bei der Viertelfinalniederlage gegen die Australierinnen mit zwei Treffern die erfolgreichste Schützin ihrer Mannschaft war. 1999 verpassten die Ungarinnen bei der Europameisterschaft in Prato zum dritten Mal in Folge die Medaillenränge und wurden nach einem 5:7 gegen die Russinnen Vierte. Die Ungarinnen konnten sich auch nicht für das erste olympische Frauenturnier 2000 in Sydney qualifizieren.
Erst 2001 gelangen der ungarischen Mannschaft wieder internationale Erfolge. Bei der Europameisterschaft in Budapest bezwangen die Ungarinnen die russische Mannschaft im Halbfinale mit 7:6. Im Finale siegten sie mit 10:8 über die Italienerinnen. Einen Monat später fanden in Fukuoka die Weltmeisterschaften 2001 statt. Nach einem 4:3-Sieg im Halbfinale gegen Kanada trafen die Ungarinnen im Endspiel wie bei der Europameisterschaft auf die Italienerinnen, diesmal unterlagen sie mit 3:7. Auch zwei Jahre später fanden beide internationalen Titelkämpfe in aufeinander folgenden Monaten statt. Bei der Europameisterschaft in Slowenien siegten die Ungarinnen im Halbfinale mit 7:6 über die Russinnen. Im Finale unterlagen sie den Italienerinnen mit 5:6. Im Monat darauf bei den Weltmeisterschaften in Barcelona verloren die Ungarinnen im Viertelfinale gegen die Russinnen und belegten letztlich den fünften Rang. 2004 in Athen nahm Stieber erstmals an Olympischen Spielen teil. Nach einem 5:8 im Viertelfinale gegen die Italienerinnen unterlagen die Ungarinnen im Spiel um den fünften Platz den Russinnen mit 11:12. Stieber warf im Turnierverlauf zehn Tore, davon drei im Platzierungsspiel gegen die russische Auswahl.
2005 bei den Weltmeisterschaften in Montreal siegten die Ungarinnen im Halbfinale mit 9:7 gegen die kanadische Auswahl. Im Finale siegten sie nach Verlängerung gegen das US-Team mit 10:7. Damit gewannen die Ungarinnen nach elf Jahren zum zweiten Mal den Weltmeistertitel, wobei Stieber als einzige Spielerin bei beiden Turnieren mitwirkte, nachdem Krisztina Szremkó 2005 nicht im Kader war. 2006 bei der Europameisterschaft in Belgrad verloren die Ungarinnen im Halbfinale mit 11:12 gegen die Russinnen. Das Spiel um den dritten Platz gewannen sie mit 12:11 gegen die Spanierinnen. Bei den Weltmeisterschaften 2007 in Melbourne verloren die Ungarinnen ihr Halbfinale gegen die Mannschaft aus den Vereinigten Staaten nach Verlängerung mit 9:10. Im Spiel um den dritten Platz unterlagen sie den Russinnen mit 8:9. Im Jahr darauf bei der Europameisterschaft 2008 in Málaga verloren die Ungarinnen ihr Halbfinale gegen die Spanierinnen mit 7:8. Im Spiel um Bronze besiegten sie die Italienerinnen mit 9:6. Beim olympischen Wasserballturnier 2008 in Peking gewannen die Ungarinnen ihre Vorrundengruppe, unterlagen aber im Halbfinale mit 7:8 gegen die Niederländerinnen. Im Spiel um Bronze siegten die Australierinnen mit 12:11. Stieber erzielte bei ihrem letzten großen Turnier vier Tore, alle in der Vorrunde.
Die 1,74 m große Mercédesz Stieber war von 1994 bis 1996 ungarische Meisterin mit Szentesi VK. Danach wechselte sie nach Italien und spielte unter anderem in Palermo und in Catania. Mit diesen beiden Mannschaften gewann sie den italienischen Meistertitel. Ab 2007 war sie als Spielertrainerin in Italien tätig, seit 2015 ist sie nur noch Trainerin.